# Groupie

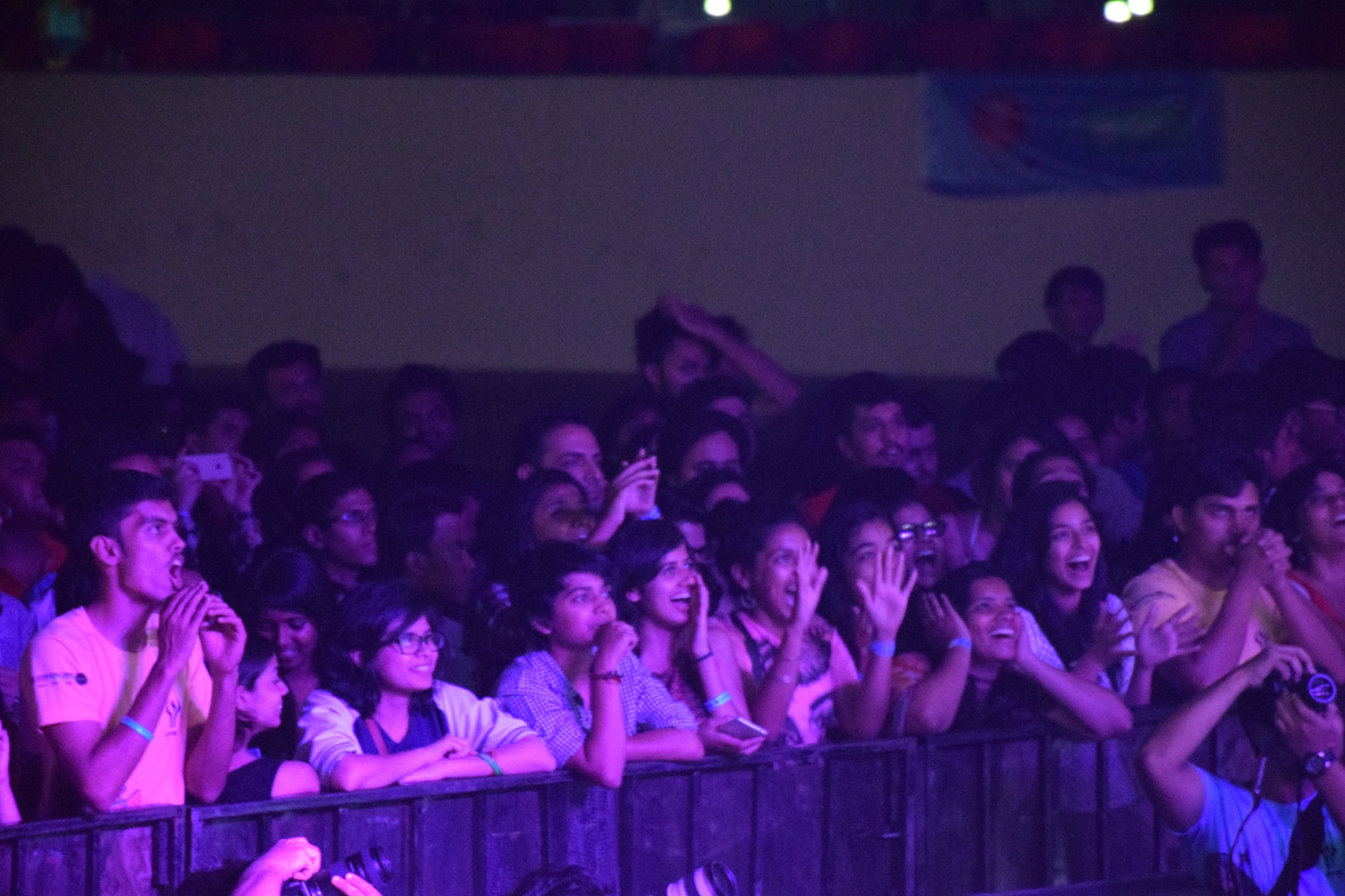
Possibles groupies. Certains soirs, je regarde, et j'ai envie de baiser tout le premier rang (Robert Plant, 1973).

Une groupie idolâtre un chanteur, un musicien ou un groupe au point de le suivre pendant ses tournées, d'assister à autant de ses apparitions publiques que possible, dans l'espoir de le rencontrer voire d'engager avec lui une relation, parfois sentimentale voire sexuelle.
Ce comportement a connu son âge d'or du milieu des années 1960 à la fin des années 1970, dans une période marquée à la fois par l'avènement du rock 'n' roll et la révolution sexuelle. Les jeunes femmes concernées voient dans le sexe une façon de prolonger leur expérience musicale et d'intégrer le groupe essentiellement masculin qui gravite autour de leurs idoles et participe à leur création artistique. Leur démarche rencontre  les besoins de musiciens d'une vingtaine d'années, sur la route pour de longues tournées et qui trouvent en elles des compagnes de substitution, admiratives et dévouées.
Certaines d'entre elles ont atteint la notoriété, pour la longue liste de leurs conquêtes ou pour avoir été les muses de grands noms du rock. La mort de la groupie Nancy Spungen (1978), amante du bassiste des Sex Pistols, puis l'assassinat de John Lennon (1980) marquent le crépuscule de leur âge d'or.  
Si les groupies des années 1970 ont pu incarner le fer de lance des valeurs de l’émancipation féminine, leurs héritières du début du XXIe siècle ne sont plus auréolées que des attributs négatifs et quasi pathologiques du fan. L'extrême jeunesse alors de quelques-unes (13 ans pour les « baby groupies » de Los Angeles en 1971) est désormais considérée comme caractéristique d'une exploitation non consentie.
Par extension, sont aussi qualifiés péjorativement de groupies des fans de sportifs et des admirateurs de personnalités publiques de premier plan dans d'autres professions.

## Origine et description

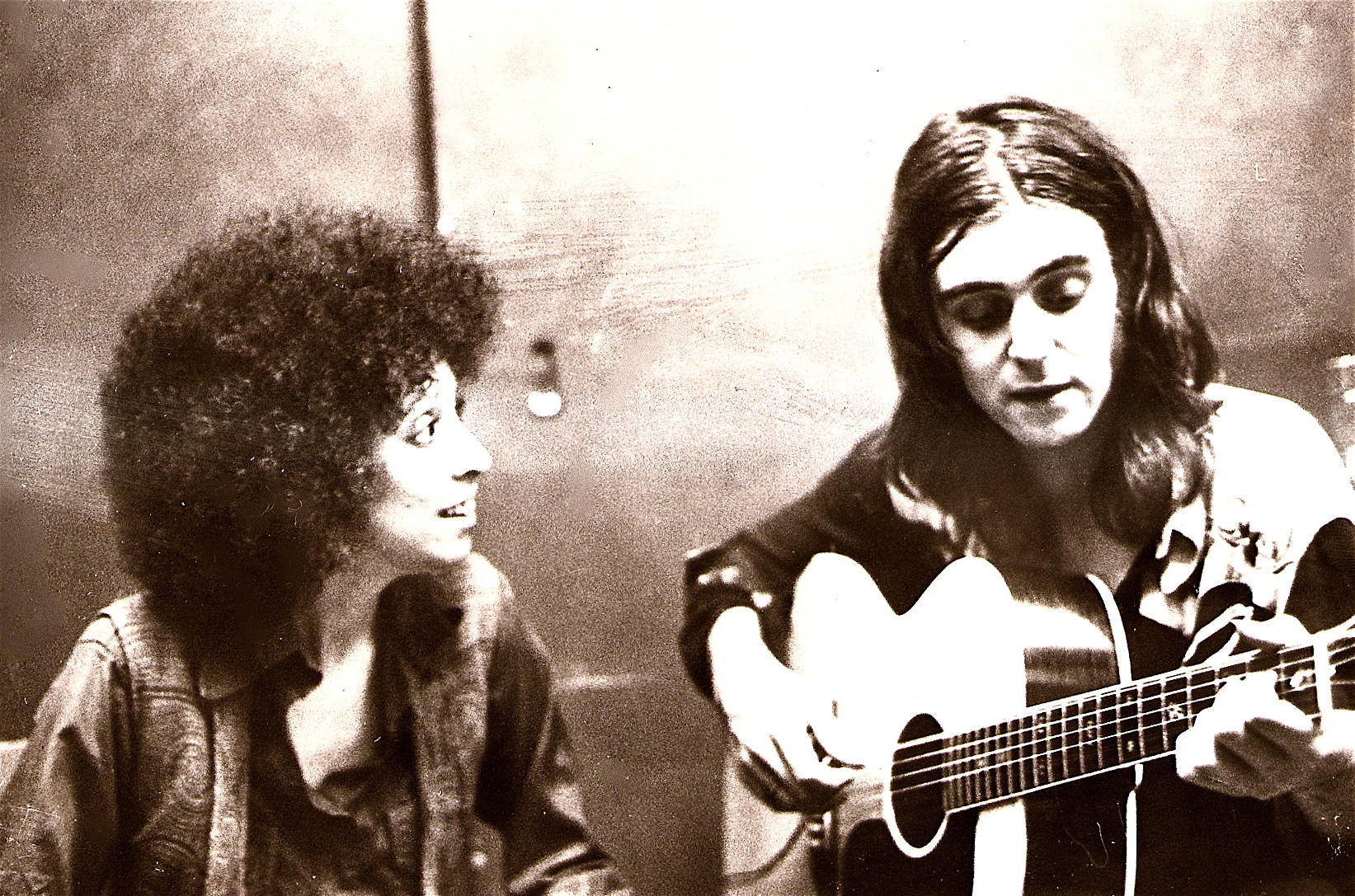
Jenny Dean, une groupie célèbre de New York, avec le chanteur britannique Terry Reid en 1974.

L'usage du terme groupie se développe dans le monde anglo-saxon pendant la seconde moitié des années 1960, pour qualifier les jeunes femmes qui gravitent autour des groupes de rock, cherchant des occasions de rencontrer personnellement les musiciens. Plusieurs sources attribuent le mot au bassiste des Rolling Stones Bill Wyman lors de leur tournée de 1965 en Australie, mais lui-même précise que c'était d'autres « noms de code » que ses compagnons et lui utilisaient pour désigner ces femmes.
En février 1969, le magazine Rolling Stones leur consacre un numéro complet, intitulé Groupies: The Girls of Rock, qui met l'accent sur les aspects sexuels des relations qui se nouent entre les musiciens et les groupies,. Time, quelques mois plus tard, publie dans la même veine l'article Manners And Morals: The Groupies qui opère la distinction entre le fan traditionnel et la groupie spécifiquement à la recherche de relations sexuelles : une groupie, selon Frank Zappa, est « a girl who goes to bed with members of rock-and-roll bands ». Un livre largement autobiographique des britanniques Jenny Fabian et Johnny Byrne, Groupie (1969), et le film documentaire Groupies (1970) contribuent à populariser l'expression.
L'enjeu pour elles est d'approcher les artistes, d'attirer leur attention. Elles s'offrent aux membres du staff des spectacles pour obtenir un laisser-passer, être mises en contact avec leur cible : « ma façon de montrer mon affection, c'était de tailler des pipes », explique Pamela Des Barres. La concurrence est rude, et certaines déploient des trésors d'imagination pour être celle que les artistes vont demander : Cynthia Albritton est connue à Chicago pour prendre dans le plâtre l'empreinte du pénis de ses amants célèbres ; Barbara Cope est recherchée à Dallas parce qu'elle a la réputation d'utiliser une motte de beurre lors des relations sexuelles, etc. En cette époque traversée simultanément par l'avènement du rock et la révolution sexuelle, les observateurs extérieurs admirent les groupies pour s'être émancipées, pour être parvenues à concrétiser leur rêve et pour avoir brisé la barrière qui sépare le public des artistes, : elles sont des exemples de liberté et de succès pour d'autres femmes de leur génération. Mais elles sont en même temps largement décriées pour leur comportement débridé jugé obscène, par les milieux plus traditionnels mais aussi au sein de leur propre groupe.
Certaines groupies ne semblent pas avoir cherché à construire de relations suivies : Patty Cakes voit dans ce choix de vie l'occasion de « baiser avec les mecs les plus mignons, fumer la meilleure dope et rencontrer des gens géniaux ». Mais même Connie Hamzy, qui passe pour avoir couché avec toutes les rockstars et tous les roadies de passage dans sa ville de Little Rock, écrit : « nous ne sommes pas des prostituées : nous aimions le glamour ». Une autre témoigne : « j’aimais les hommes et j’aimais la musique, et tout cela était disponible, et on s’est servi, eux chez nous et nous chez eux ». La plupart sont très romantiques, déterminées à réaliser leur rêve. L'excitation d'être avec une personne célèbre est leur motivation principale, au delà de toute considération vénale. Dans une culture du rock 'n' roll à connotation fortement érotique, le sexe avec des musiciens est le moyen idéal d'accéder à leurs idoles : devenir une « starfuckeuse » propulse la jeune femme parmi les stars, si ce n’est à leur niveau. Mais elles aiment la musique de ces groupes et souhaitent ardemment faire partie de ceux qui y contribuent, vivre les mêmes expériences que ceux qu'elles vénèrent.  Ainsi, Bebe Buell écrit rétrospectivement : « Je voulais être Mick Jagger et baiser Brian Jones, mais je ne savais pas comment être Mick Jagger ». Selon une lecture plus psychanalytique, pour entrer dans le monde éminemment viril du rock 'n' roll, quoi de mieux que de « s'approprier leur pénis » ? 

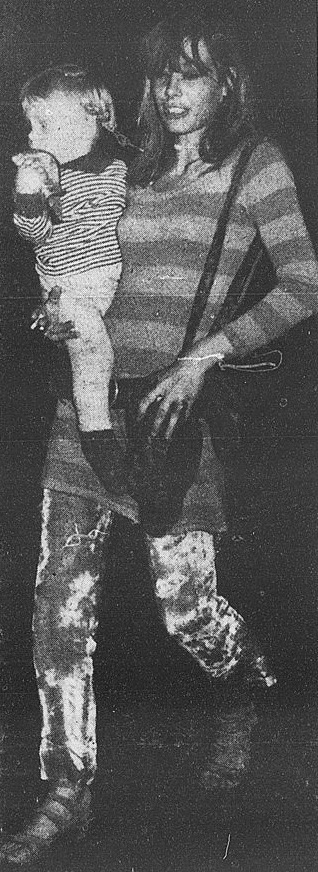
Anita Pallenberg en 1970.

Beaucoup tombent amoureuses, des idylles se nouent parfois (comme celle qui lie pendant trois ans Michele Overman et un Robert Plant pourtant marié, ou celle d'Anita Pallenberg avec Keith Richards dont elle aura trois enfants). Quelques unes atteignent le but ultime, devenir une muse pour leur star. Cependant les romances sont rares, et même les plus chanceuses doivent bien vite se résoudre à la séparation.
Cette ambivalence entre leurs pratiques et leurs idéaux conduit l'autrice et critique musicale de Rock & Folk Busty à les comparer à une nymphe Écho — amoureuse dédaignée par Narcisse auquel elle ne parvient pas même à exprimer ses sentiments — qui se prendrait pour Eurydice, la muse d'Orphée.
Vu des musiciens, il existe une gradation dans le monde des groupies. Robert Plant, de Led Zeppelin, distingue celles qui recherchent de simples rapports sexuels et celles — surnommées road wives, les « épouses de la route » — qui voyagent pendant de longues périodes avec les musiciens, prennent soin de leur vêtements, participent à leur vie sociale, jouant un rôle de petite amie officieuse. Les artistes tiennent la plupart d'entre elles pour de simples objets sexuels, mais savent gré à certaines de leur compagnie : « elles nous sauvaient car nous étions des mecs de vingt ans et nous passions des mois loin de chez nous. Les filles s’occupaient de nous et constituaient un second foyer », explique Richard Cole, le manager de Led Zeppelin. Hormis les rares maîtresses officielles, les groupies occupent donc dans l'esprit des musiciens des rôles subalternes liés à la satisfaction de leurs besoins sexuels ou à leur confort domestique. Cette position de dominées renforce la dissymétrie de statuts entre la rockstar quasi-déifiée et la jeune fan qui l'idolâtre. Beaucoup d'entre eux les méprisent, les maltraitent psychologiquement et physiquement dans des jeux sexuels violents,.

À l'inverse Connie Hamzy affirme s'être toujours sentie protégée et respectée par ses amants d'un soir. Et nombreux sont ceux qui ont rendu hommage aux groupies en général, ou à certaines de celles qu'ils avaient croisées, qui ont pu être pour eux de véritables égéries, leur dédiant sur scène des chansons ou les mentionnant dans leurs textes : Cynthia « Plaster Caster » est le sujet de Five Short Minutes de Jim Croce et l'éponyme de Plaster Caster de Kiss. Les Rolling Stones font référence à Barbara Cope — sous son sobriquet de « Butter Queen » — dans Rip This Joint, : 
« Down to New Orleans with the Dixie Dean

Cross to Dallas, Texas with the Butter Queen »

tout comme Grand Funk Railroad cite Connie Hamzy dans son hit de 1973 We're an American Band :
« Last night in Little Rock, put me in a haze
Sweet, sweet Connie, doin' her act
She had the whole show and that's a natural fact »
Plus crûment, Guns N' Roses immortalise en 1987 dans sa chanson Rocket Queen (en) les gémissements de la groupie Adriana Smith, maîtresse occasionnelle du batteur Steven Adler, enregistrés pendant une relation sexuelle avec un autre membre du groupe.

## Lesbaby-groupies
Dans ces années de culture hippie, les perceptions en matière de relations sexuelles avec des mineurs sont différentes de la norme post mouvement MeToo. Des artistes de la scène rock ont parfois eu des rapports sexuels avec de très jeunes adolescentes : Lori Mattix a treize ans quand elle couche avec Jimmy Page, et est toujours mineure quand elle passe une nuit avec David Bowie, Rod Stewart ou encore Mick Jagger ; Sable Starr rencontre Iggy Pop à quatorze ans, puis s'installe à seize ans avec Johnny Thunders, tous ces musiciens étant alors dans leur vingtaine. Toutes deux ont falsifié leur carte d'identité pour pouvoir s'introduire dans les clubs que fréquentent les artistes.

Si Jimmy Page cache sa liaison par crainte d'une inculpation, il n'hésite pas à chanter  dans Sick Again quelques années plus tard en hommage à Lori,, :
« One day soon you're gonna reach sixteen

Painted lady in the city of lies. »

Et Iggy Pop évoque Sable dans Look Away :
« I slept with Sable when she was 13
Her parents were too rich to do anything
She rocked her way around L.A
Until a New York Doll carried her away. »
Le cas de Lori Mattix devient à la fin des années 2010 un important sujet de débat sur les réseaux sociaux, à l'aune du mouvement MeToo. Elle-même admet que MeToo projette une lumière différente aujourd'hui sur des relations qu'elle ne percevait pas alors comme une exploitation non consentie, et qu'elle ne regrette pas. Cependant, dit-elle, « je ne pense pas que des filles mineures devraient coucher avec des hommes... Je ne souhaiterais ça à l'enfant de personne. Ma vision change au fur et à mesure que je prends de l'âge et que je deviens cynique ». Le journaliste Stereo Williams estime que le laxisme de l'attention sociale envers de tels agissements était endémique alors mais devient inaudible aujourd’hui où la société se concentre davantage sur « la protection des victimes et la responsabilité des célébrités ».

## Carrières musicales
Certaines groupies se sont elles-mêmes lancées dans une carrière musicale : Cherry Vanilla, qui a fréquenté David Bowie et Sting, enregistre comme chanteuse les deux albums Bad Girl en 1978 et Venus d’Vinyl en 1979. Pamela Des Barres et ses comparses du groupe The GTO's sortent l'album Permanent Damage, dont elles ont écrit les paroles et participé à la composition ; plusieurs artistes de renom y apparaissent (Jeff Beck, Lowell George, Cynthia Plaster Caster, Rod Stewart...). Pleasant Gehman (en), proche de Iggy Pop, devient au Connecticut une chanteuse punk. Cleo Odzer et son amie Cookie Davidson sont au nombre de celles qui participent à l'album The Groupies en 1969, etc.

## Groupies célèbres

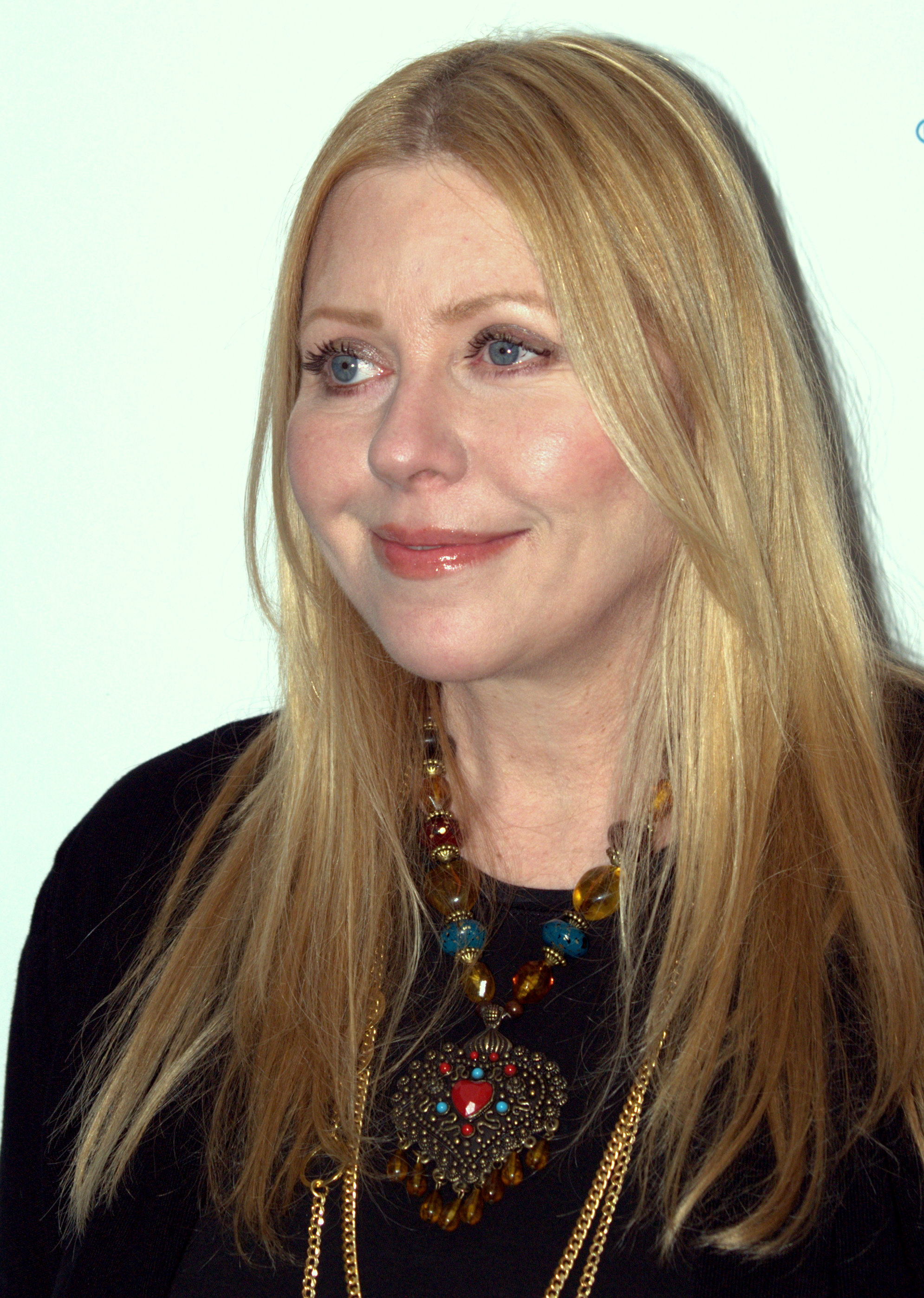
Bebe Buell en 2009.

- Pamela Des Barres (1948-   ) surnommée « La Reine des groupies », autour de laquelle Frank Zappa monte le groupe féminin The GTO's, exclusivement composé de groupies. Le premier volume de son autobiographie, I'm With The Band, Confessions d'une groupie, est paru en 1987[40] ;
- Nancy Spungen (1958-1978), dont la liaison avec Sid Vicious s'achève tragiquement[40] ;
- Cynthia Albritton, dite Plaster Caster (1947-2022), de Chicago, qui a réalisé des moulages de plâtre du pénis de plusieurs dizaines de rockstars[40] :
- Anita Pallenberg (1942-2017), qui a des liaisons avec trois des Rolling Stones et donne naissance entre 1969 à 1976 à trois enfants de Keith Richards[40] ;
- Devon Wilson (1943-1971), une ancienne prostituée qui voue un amour sans retour à Jimi Hendrix et organise des orgies pour lui[40] ; il lui dédie Dolly Dagger et Freedom[41] ;
- Bebe Buell (1953-   ), qui couche encore mineure avec Jimmy Page, avant de devenir la compagne de Todd Rundgren de 1972 à 1978 puis de Steven Tyler d'Aerosmith ;
- L'Allemande Uschi Obermaier (1946-   ) ;
- Les baby-groupies adolescentes de la côte Ouest américaine : Sable Starr (1957-   ), Lori Mattix (1958-   ), Shray Mecham, Queenie Glam, Karen Umphrey (1959-   ), Patty Cakes... ;
- Barbara Cope (1950-2018), dite The Butter Queen, à Dallas ;
- Margaret Moser (en) (1954-2017), meneuse du groupe que John Cale surnomme les Texas Blondes[42] ;
- "Sweet" Connie Hamzy (1955-   ), de Little Rock ;
- Tura Satana (1938-2011), maîtresse d'Elvis Presley pendant quelques mois[12] ;
- Pennie Lane Trumbull, héroïne du film Almost Famous de Cameron Crowe[43] ;
- Michele Overman, compagne de David Gilmour, Steve Tyler et surtout Robert Plant[12],[44] ;
- Cathy Smith (1947-2020), qui fréquente longtemps le groupe The Band, puis Gordon Lightfoot ; elle est impliquée dans la mort par overdose de John Belushi[45] ;
- Cleo Odzer (1950-2001), petite amie notamment de Keith Emerson[45] ;
- La Suédoise Annette Walter-Lax (1955-   ), proche de Keith Moon et de Rod Stewart[45] ;
- Cassandra Peterson (1951-   )[12] ;
- L'Anglaise Jenny Fabian, qui a notamment eu une relation avec deux membres des Family et avec Syd Barrett[46],
- Chris O'Dell (1947-   ), qui fréquente Mick Jagger, Bob Dylan, Eric Clapton, Ringo Starr et pour qui George Harrison écrit Miss O'Dell (en)[47].

Et plus récemment :
- Pamela Anderson, maîtresse de Vince Neil et Tommy Lee (Mötley Crüe), Bret Michaels (Poison), Kid Rock, Fred Durst (Limp Bizkit), Mark McGrath (Sugar Ray)[41] ;
- Adriana Smith, maîtresse de plusieurs membres du groupe Guns N' Roses, qui a mixé ses gémissements pendant une relation sexuelle dans son premier album en 1987[48] ;
- Tara Leigh Patrick, dite Carmen Electra, active dans les années 1990 et 2000 auprès de Tommy Lee, Cypress Hill, Mark McGrath, Fred Durst, Rob Patterson (Korn) et Dave Navarro (Jane's Addiction)[41] ;
- Tawny Kitaen, compagne de David Coverdale de Whitesnake à la fin des années 1980, puis de Tommy Lee et de membres de Duran Duran[45].

## AuXXIesiècle
La mort violente de Nancy Spungen, amante de Sid Vicious retrouvée poignardée et droguée à l'hôtel Chelsea de New York en 1978, marque le crépuscule de leur âge d’or[réf. souhaitée].
Adulées dans les années 1970, symboles de la libération sexuelle féminine, les groupies sont désormais devenues la risée du milieu musical, qui moque le pathétique de leurs techniques sordides pour accéder aux loges des artistes et pour s'en faire remarquer, ainsi que leur comportement qualifié d'hystérique (hurlements, etc.). « Elle[s] concentre[nt] tous les attributs négatifs du fan, comme la traque de la vedette, les cris, l’expression de l’admiration un peu bruyante, sans distance, qui devient parfois même pathologique et dangereuse », explique le sociologue Gabriel Segré. La transgression sulfureuse que représentait jadis l'attitude autonome et libérée de ces femmes a aujourd'hui disparu : dans un contexte où la sexualité est omniprésente et multiforme, avoir une relation avec un musicien n'est plus porteur d'aucune forme de rébellion.
Par ailleurs, les risques d'agressions, et les stratégies marketing développées autour des artistes ont restauré la barrière qui les sépare du public : les productions vendent désormais à haut prix des pass aux fans pour accéder aux loges, il « ne suffit plus » d'une fellation à un vigile pour se faufiler backstage. La groupie du XXIe siècle se contente désormais souvent de stalker ses idoles sur les réseaux sociaux.

## Chansons sur les groupies
- Ruby Tuesday des Rolling Stones, 1967 (écrite à propos d'une groupie, probablement Linda Keith qui sortait alors avec Keith Richards[50])
- Summer '68 des Pink Floyd, 1970 (où Richard Wright développe ses états d'âme teintés de reconnaissance et d'amertume après une nuit passée avec une groupie inconnue, peut-être nommée Charlotte Pringle[51])
- Groupie Girl de Tony Joe White, 1970 (sur une groupie de 16 ans)
- Apple Scruffs de George Harrison, 1970 (Apple Scruffs (en) était le nom d'un groupe de fans londoniennes des Beatles)
- Cadence & Cascade et Ladies of the Road de King Crimson, 1971 (une allégorie pour l'une, une ode salace pour l'autre, hommages aux groupies que le groupe a fréquentées aux États-Unis[52])
- Superstar des Carpenters, 1971 (l'histoire d'une groupie qui attend en vain la rockstar dont elle est amoureuse[53])
- Tiny Dancer d'Elton John, 1972 (en hommage à Maxine Feibelman, épouse de son parolier Bernie Taupin[54])
- Rip This Joint des Rolling Stones, 1972 (qui mentionne Barbara Cope sous son surnom)
- Roland the Roadie and Gertrude the Groupie de Dr. Hook & the Medicine Show, 1972
- Star Star (Starfucker) des The Rolling Stones, 1973
- No Head No Backstage Pass de Funkadelic, 1975
- Queen of 1964 de Neil Sedaka, 1975 (la déchéance d'une groupie, Jenny, onze ans après son moment de célébrité)
- Plaster Caster de Kiss, 1977 (dont Cynthia Albritton est l'éponyme)
- Whole Lotta Rosie d'AC/DC, 1977 (en hommage à une Tasmanienne très corpulente avec qui Bon Scott a passé une nuit mémorable[55])
- Famous Groupies des Wings, 1978
- Young Lust de Pink Floyd, 1979 (où le héros Pink découvre les groupies, « un pastiche de tout groupe de rock en tournée »[56])
- Crew Slut de Frank Zappa, 1979 (plus généralement le disque 1 de l'opéra rock Joe's Garage est consacré aux groupies comme Mary, la catholique nymphomane de Catholic Girl)
- Billie Jean et Dirty Diana de Michael Jackson, 1983 et 1987 (Billie Jean fait selon Jackson référence à « ces groupies qui ont empoisonné sa vie et celle de ses frères »[57])
- Groupie Lament de Cherry Vanilla
- Superstar de Lydia Murdock (en), 1983 (où Lydia Murdock épouse le point de vue de la groupie, en réponse au Billie Jean de Michael Jackson[57])
- Standing by your Hero de The Perc Meets The Hidden Gentleman, 1990
- Telefonterror de Freundeskreis, 1996
- Groupie de Snoop Dogg, 1996
- Starf*ckers Inc. de Nine Inch Nails, 1999
- Groupie Love de G Unit, 2003
- Groupie Luv de 213, 2004
- Superhuman de Velvet Revolver, 2004
- Was hat er de Sido, 2004
- Head to Toe de Kings Of Leon, 2005
- Ab 18 de Bushido et Baba Saad, 2005
- One Night Stand de Motörhead, 2006
- Groupie Love de Swiss, 2006
- So viele Nummern de Bushido et Eko Fresh, 2006
- Backstage Pass de Fler, B-Tight et Alpa Gun, 2006
- Groupie de Tech N9ne, 2006
- Industry Groupie de Chamillionaire, 2007
- Reden de Tokio Hotel, 2007
- Charmer de Kings of Leon, 2008
- Rap ist mein Fetisch de F.R., 2008
- Solange du gut aussiehst de RAF 3.0, 2010
- Groupie de Bob Sinclar, 2012
- Groupie Handy de RAF 3.0, 2012
- Groupiesong de Der Asiate, 2013

En français :
- La Groupie du pianiste de Michel Berger, 1980
- Petite de Renaud, 1988
- Rosie, adaptation de Francis Cabrel (1989) de la chanson de Jackson Browne (1977), qui raconte l'histoire d'un roadie qui lors d'un concert tombe amoureux d'une fan... qui part avec le batteur du groupe[58]

## Compléments

### Filmographie
- Groupies, documentaire de 1970
- Presque célèbre (Almost Famous), film de Cameron Crowe (2000), qui dépeint des groupies qui se nomment elles-mêmes band aids ;
- Sex fans des sixties (The Banger Sisters) (2002), où Susan Sarandon et Goldie Hawn interprètent les rôles de deux anciennes groupies ;
- Groupies : les chasseuses de stars (2011), documentaire allemand d'Adrian Stangl.

### Autobiographies
- (en) Jenny Fabian, Groupie, Rowohlt, 1972,  (ISBN 3-499-11477-1)
- (en) Pamela Des Barres, I'm with the Band: Confessions of a Groupie, New English Library, 1989,  (ISBN 0-450-50637-1)
- (en) Pamela Des Barres, Take Another Little Piece of My Heart: A Groupie Grows Up, William Morrow & Co, 1992,  (ISBN 0-688-09149-0)
- (en) Connie Hamzy, Rock Groupie: The Intimate Adventures of „Sweet Connie“ from Little Rock, Spi Books, 1995,  (ISBN 1-56171-361-9)
- (en) Bebe Buell, Rebel Heart: An American Rock 'n' Roll Journey, St. Martin's Press, 2001,  (ISBN 0-312-26694-4)
- (en) Pamela Des Barres, Let's Spend the Night Together: Backstage Secrets of Rock Muses and Supergroupies, 2007 (lire en ligne )
- Carine Hazan, Jean-Jacques, Harper Collin, janvier 2021, 204 p. (ISBN 9791033906872)
- (en) Chris O'Dell, Miss O'Dell: My Hard Days and Long Nights with The Beatles, The Stones, Bob Dylan, Eric Clapton, and the Women They Loved, Simon and Schuster, 2009 (ISBN 978-1-4165-9675-2, lire en ligne)
- (en) Roxana Shirazi, The Last Living Slut: Born in Iran, Bred Backstage, Harper Collins, 2010 (ISBN 978-0-06-199249-0, lire en ligne)
- Malcolm McLean, Freak Like Me: Confessions of a 90s Pop Groupie, 2019 (ISBN 9781910453698, lire en ligne)

### Autres documents
- (en-US) Jerry Hopkins, John Burks et Paul Nelson, « The Groupies and Other Girls », sur Rolling Stone, 15 février 1969 (consulté le 11 juin 2021)